# Artemi Lawrentjewitsch Ober

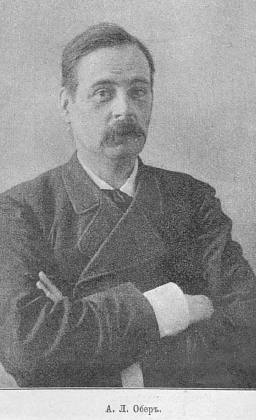
Artemi Lawrentjewitsch Ober (etwa 1880)

Artemi (Arthur) Lawrentjewitsch Ober (Auber) (russisch Артемий Лаврентьевич Обер; * 10. Märzjul. / 22. März 1843greg. in Moskau; † 4. Oktoberjul. / 17. Oktober 1917greg. in Petrograd) war ein russischer Bildhauer.

## Leben
Obers französischer Großvater Nicolas Auber war während der Französischen Revolution in den 1790er Jahren als Anwalt im Gefolge des Grafen De Gilly mit Marie-Rose Chalmé aus Avignon nach Moskau emigriert. Er vertrat auch andere Adelsfamilien und kaufte sich 1793 in Moskau ein Haus. Bekannt wurde er durch seine Ballonfahrt mit André-Jacques Garnerin von Moskau bis zum Dorf Ostafjewo. Obers Großmutter Marie-Rose Auber-Chalmé führte das bedeutendste französische Modegeschäft in Moskau. Während des französischen Russlandfeldzugs 1812 wurde sie von Napoleon in den Kreml eingeladen. Sie schloss sich dann mit zwei Kindern dem französischen Rückzug an und starb unterwegs in Wilna, während die Kinder nach Paris gelangten und von Verwandten aufgenommen wurden. In den 1820er Jahren kehrten die Kinder nach Russland zurück. Obers Vater Lawrenti Nikolajewitsch Ober (1802–1884) war Französisch-Lehrer am Moskauer Adelsinstitut und wechselte 1845 in das Moskauer Theateramt.
Artemi Ober besuchte das 4. Moskauer Gymnasium mit Abschluss 1862. Darauf begann er das Studium an der Kaiserlichen Universität Moskau in der Medizinischen Fakultät. 1864 wechselte er an die Kaiserliche Akademie der Künste (IACh) in St. Petersburg. 1865 reiste er nach Paris, um bei Antoine-Louis Barye zu studieren. Barye hielt ihn für talentierter als seinen Kommilitonen Emmanuel Frémiet. Nach Beginn des Deutsch-Französischen Kriegs 1870 musste Ober Paris verlassen, so dass er mit dem letzten Eisenbahnzug nach Belgien fuhr. Er kehrte nach St. Petersburg zurück und studierte bis 1872 an der IACh.
1872 stellte Ober erstmals seine Werke auf der Akademie-Ausstellung aus. Er lebte und arbeitete in St. Petersburg. 1893 wurde er von der IACh zum Akademiker für Bildhauerei ernannt.
1894 heiratete Ober seine Nichte Natalja Franzewna Weber (* 1867) und lebte mit ihr und arbeitete bis 1899 in Paris. Den Sommer verbrachte er in der Bretagne. Seine Abgüsse führte er in der Keramik-Werkstatt Alexandre Bigots durch.
1910 wurde Ober Mitglied der Union der Russischen Künstler und 1910 der Mir Iskusstwa. Er war mit Alexander Benois eng befreundet. Er stand dem russischen Symbolismus nahe.
Der Architekt und Restaurator Alexander Ober war Obers älterer Bruder.
Ober starb am 17. Oktober 1917 in Petrograd und wurde auf dem Wolkowo-Friedhof begraben.

## Werke (Auswahl)

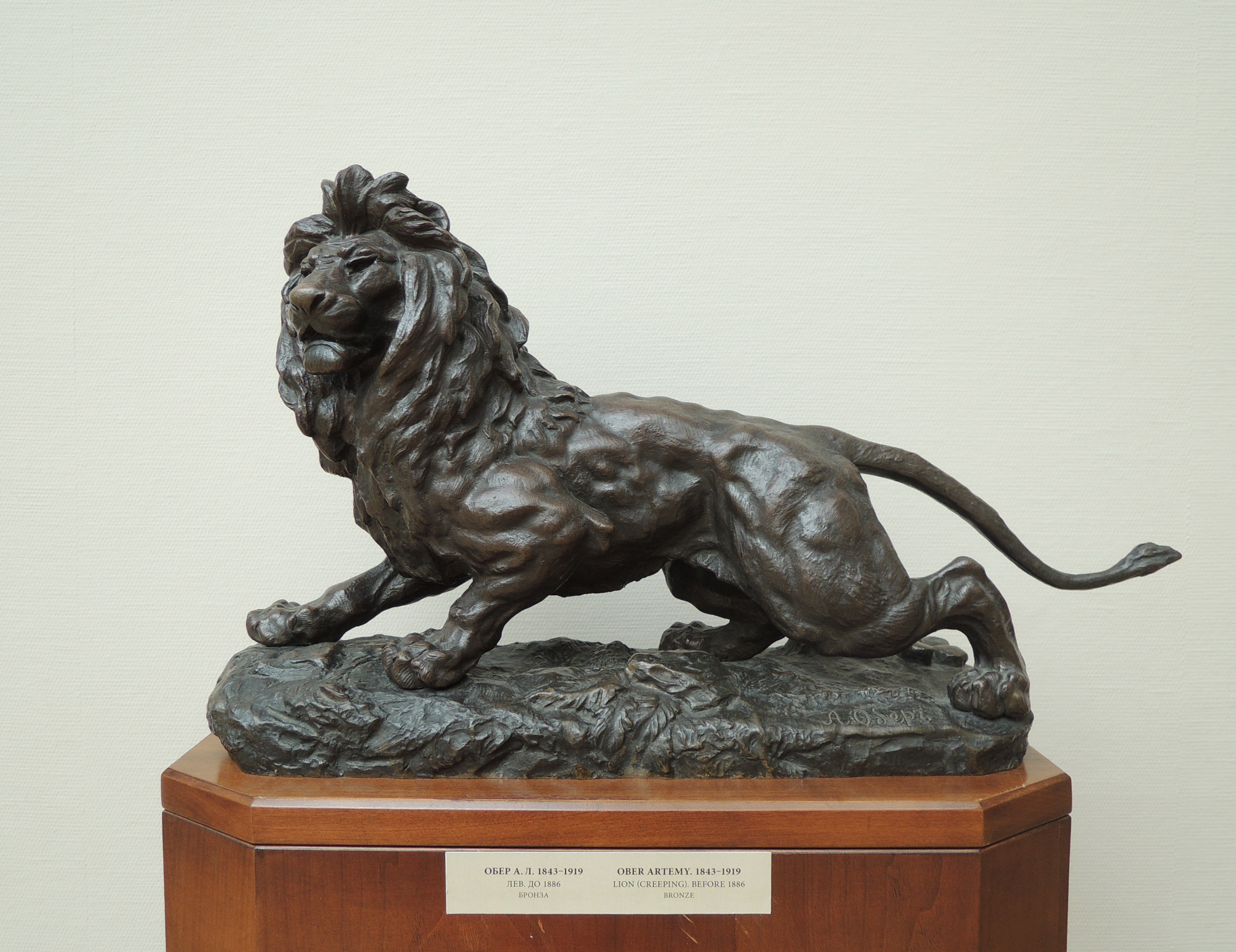
Löwe (vor 1886), Tretjakow-Galerie
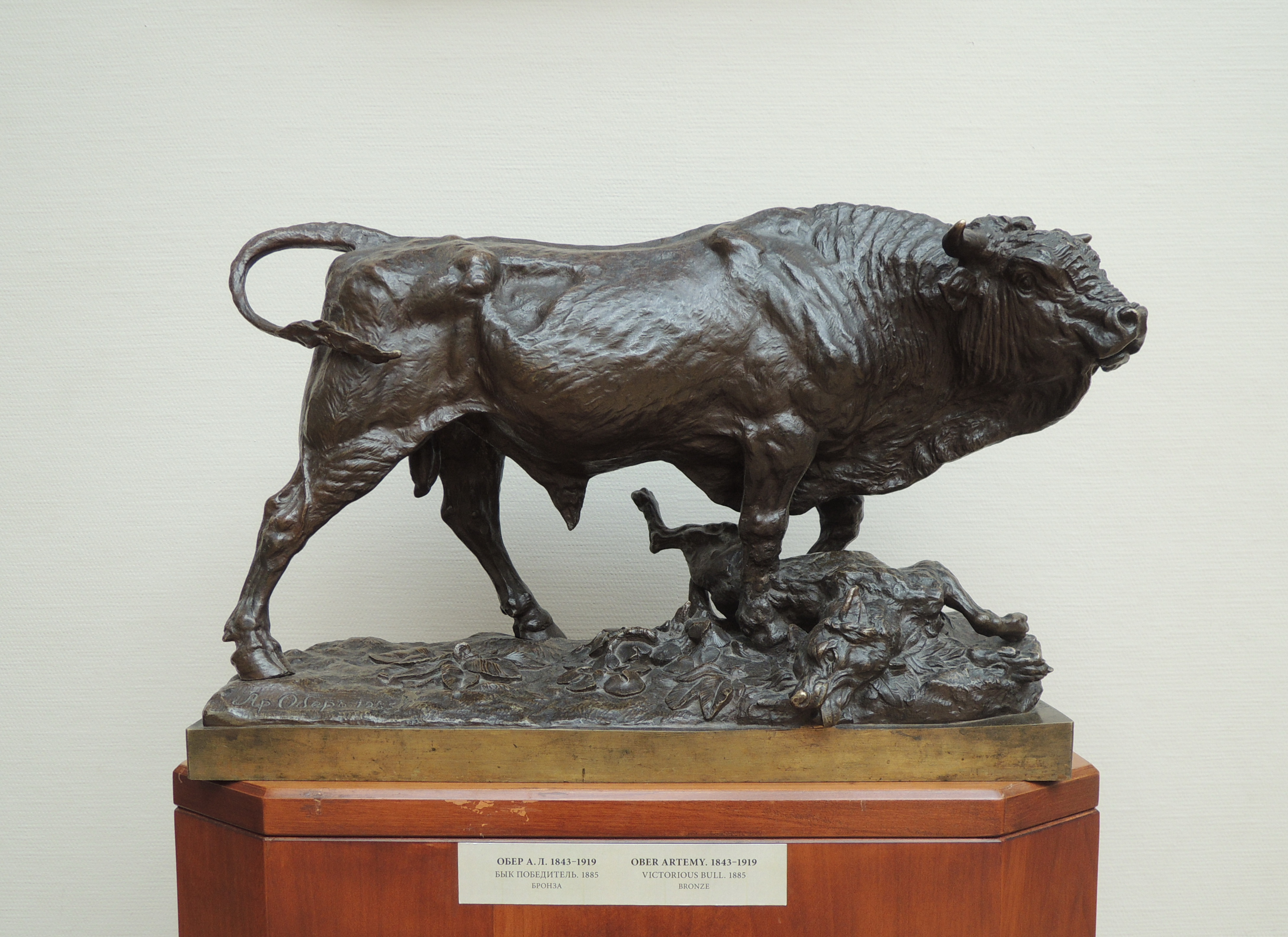
Siegreicher Stier (1885)
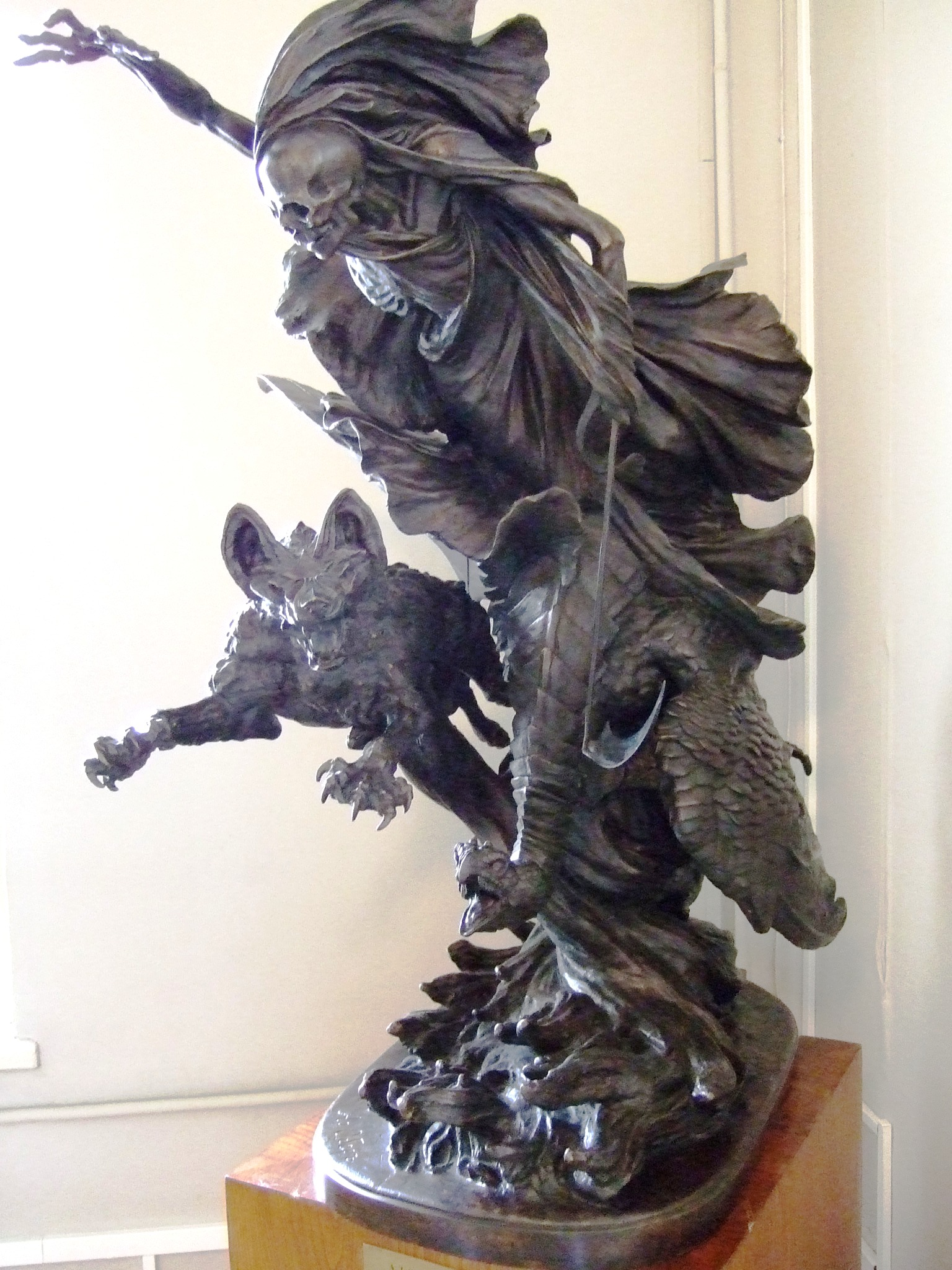
Das Unglück (1886), Russisches Museum
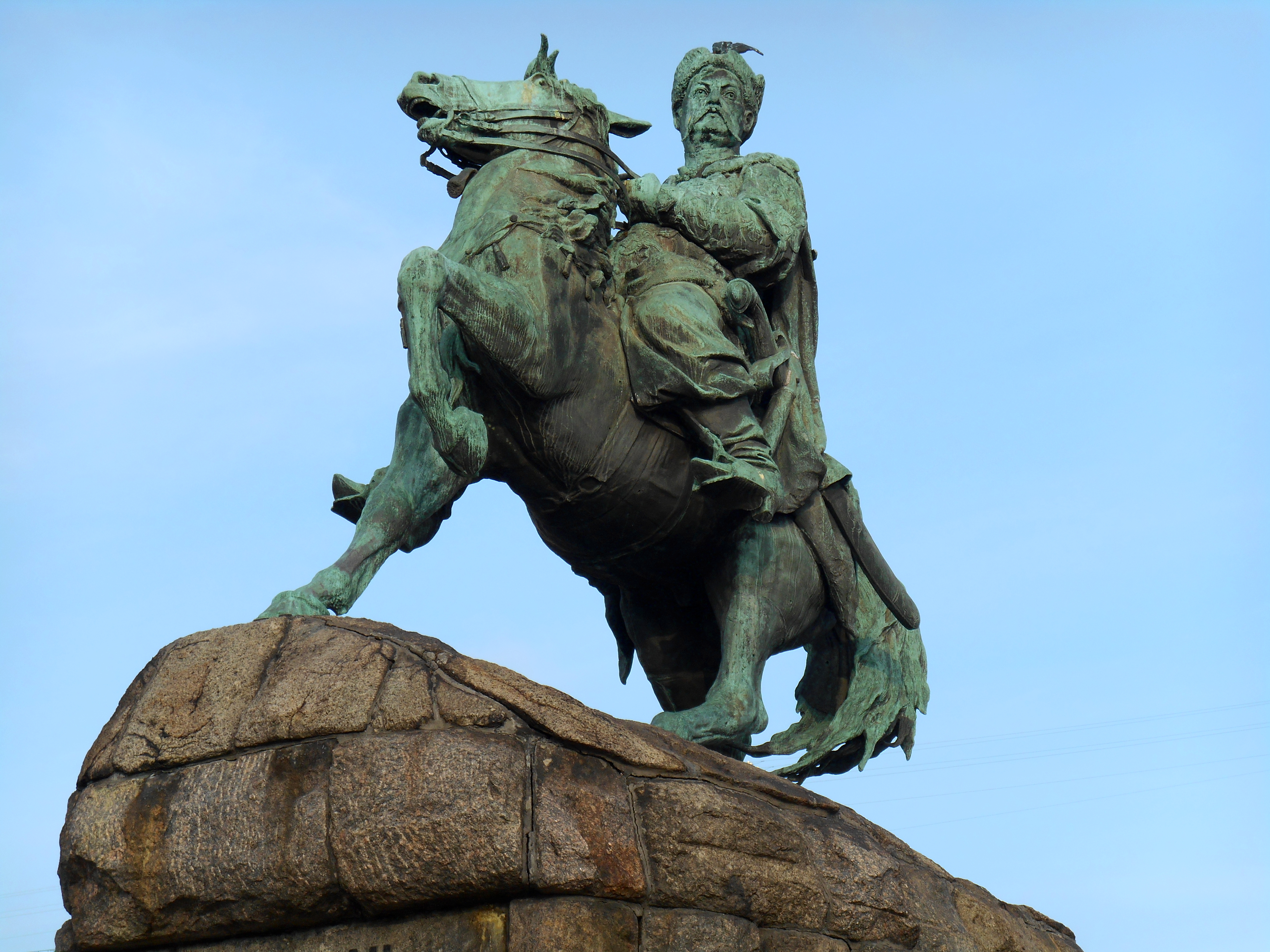
Pferd des Bohdan-Chmelnyzkyj-Denkmals (Projekt Michail Mikeschins, 1888 errichtet), Kiew
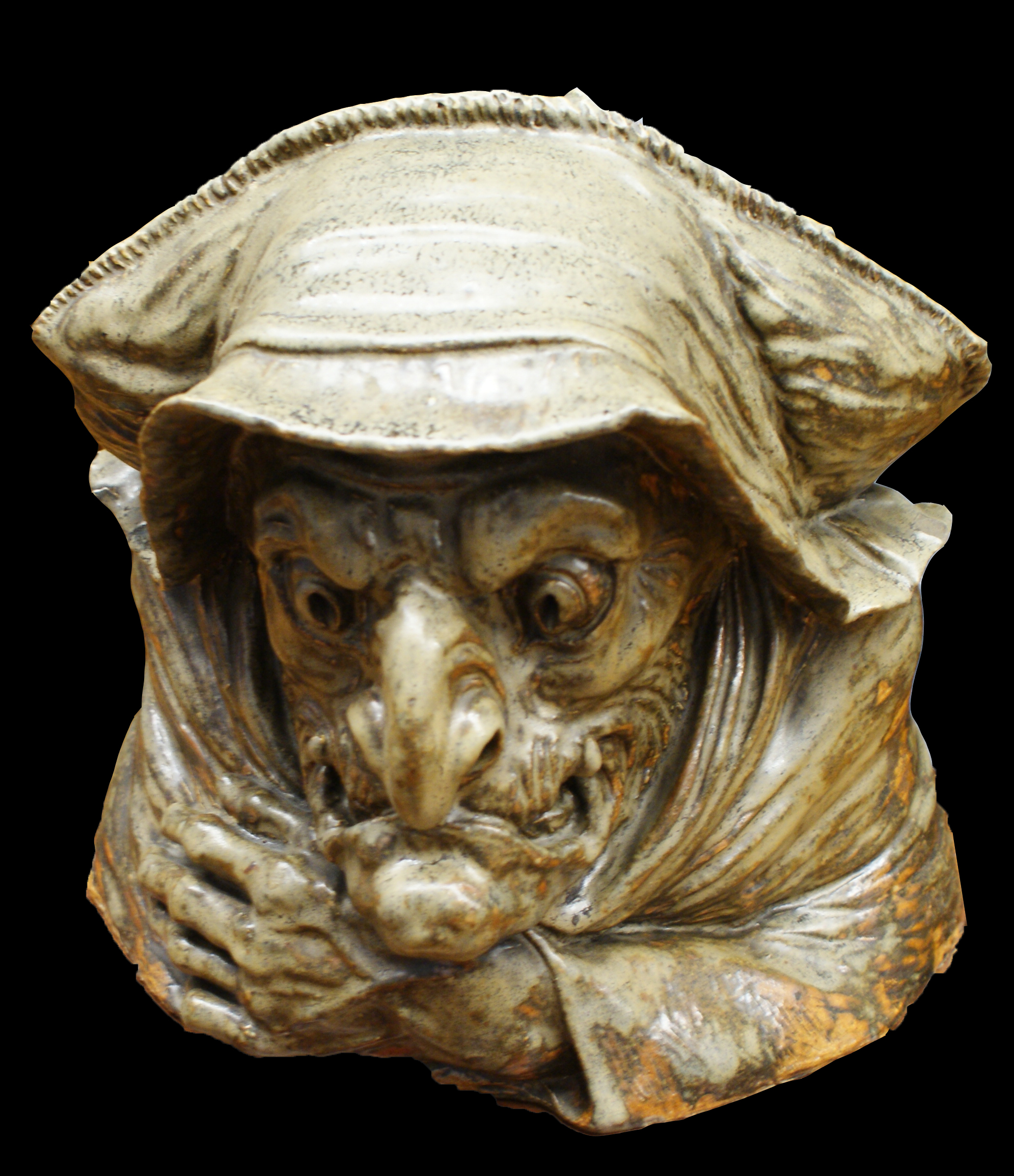
Baba Jaga (1898)
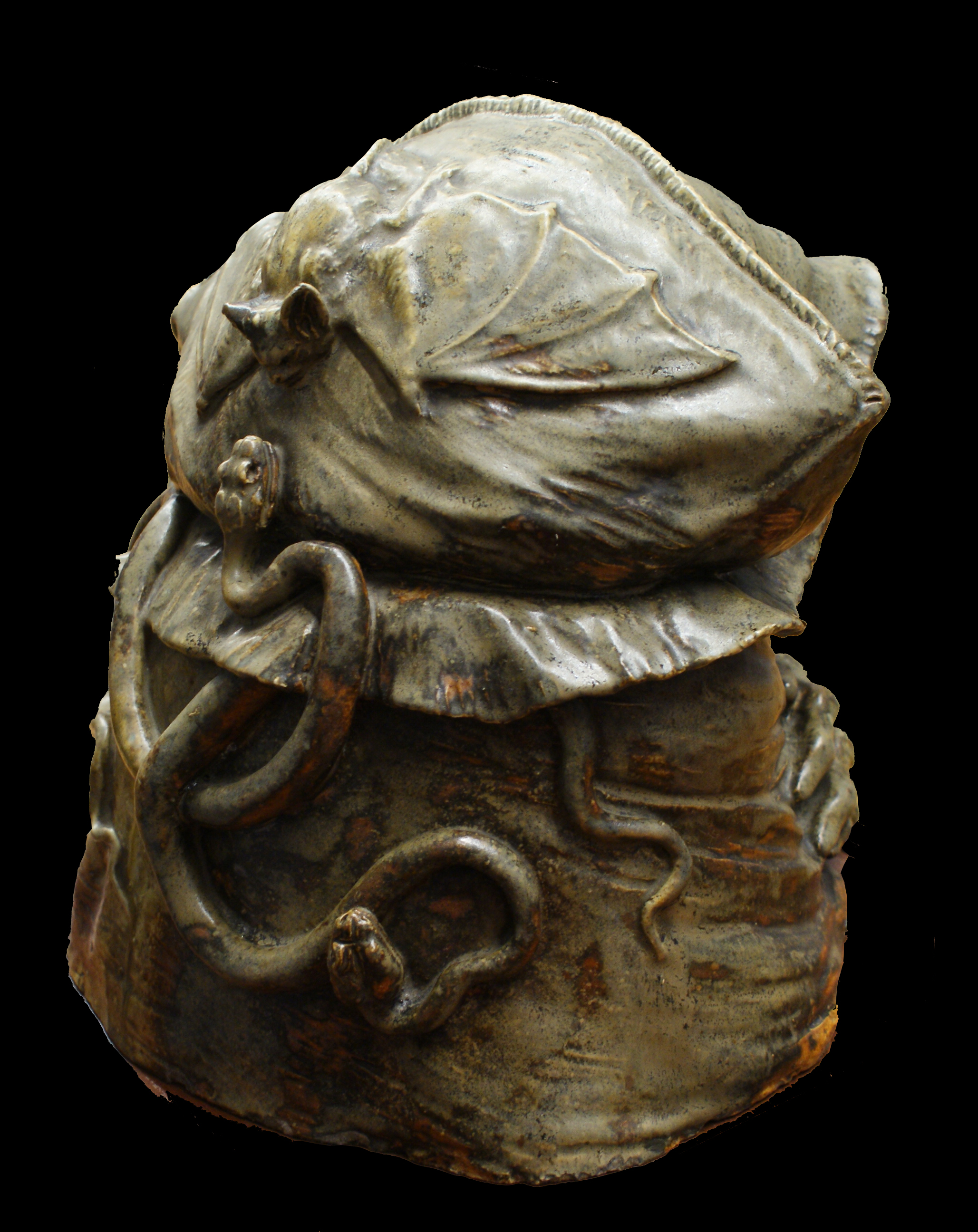
Baba Jaga (Rückseite)
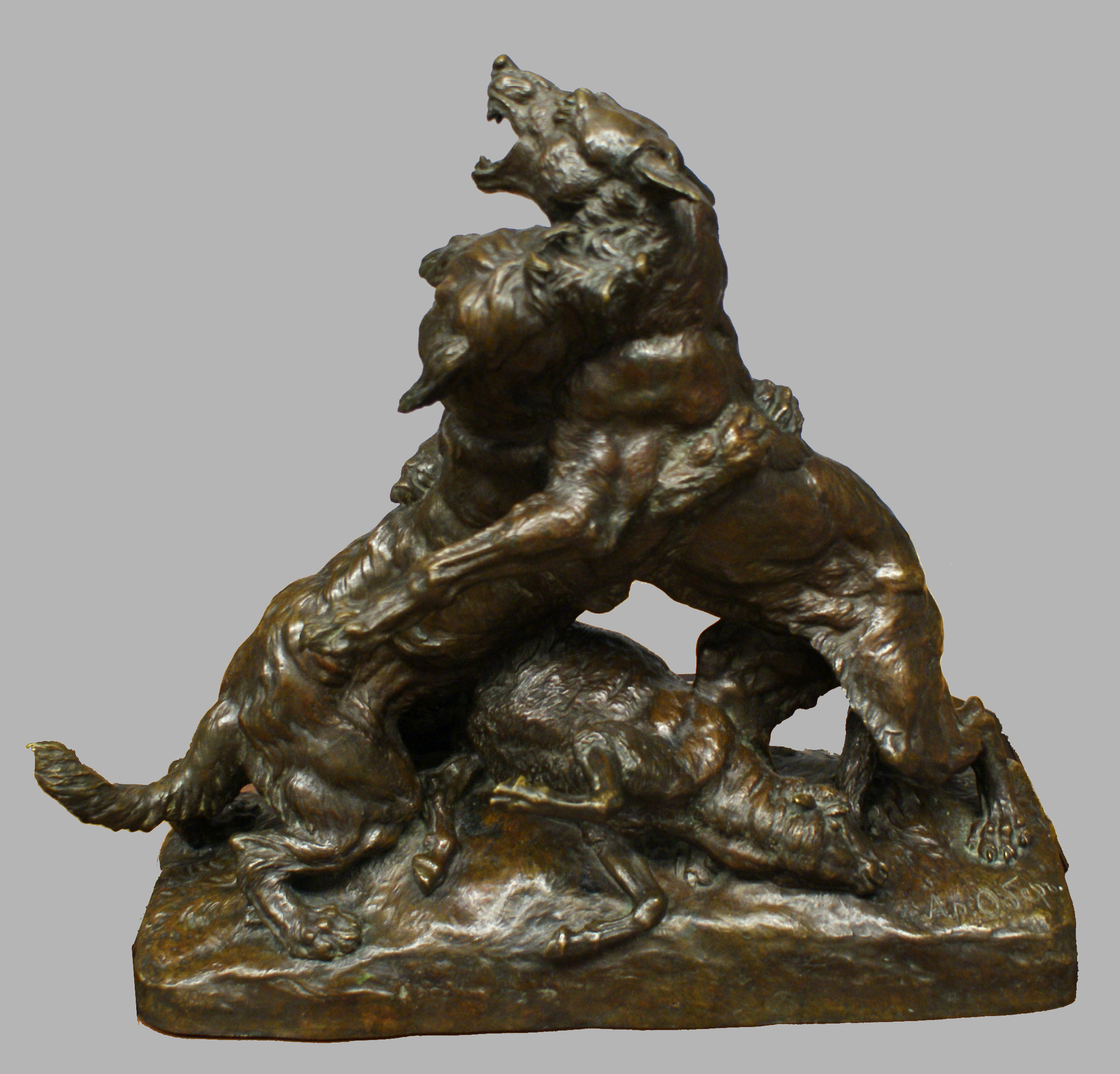
Kampf des Wolfs mit dem Hund (1900)
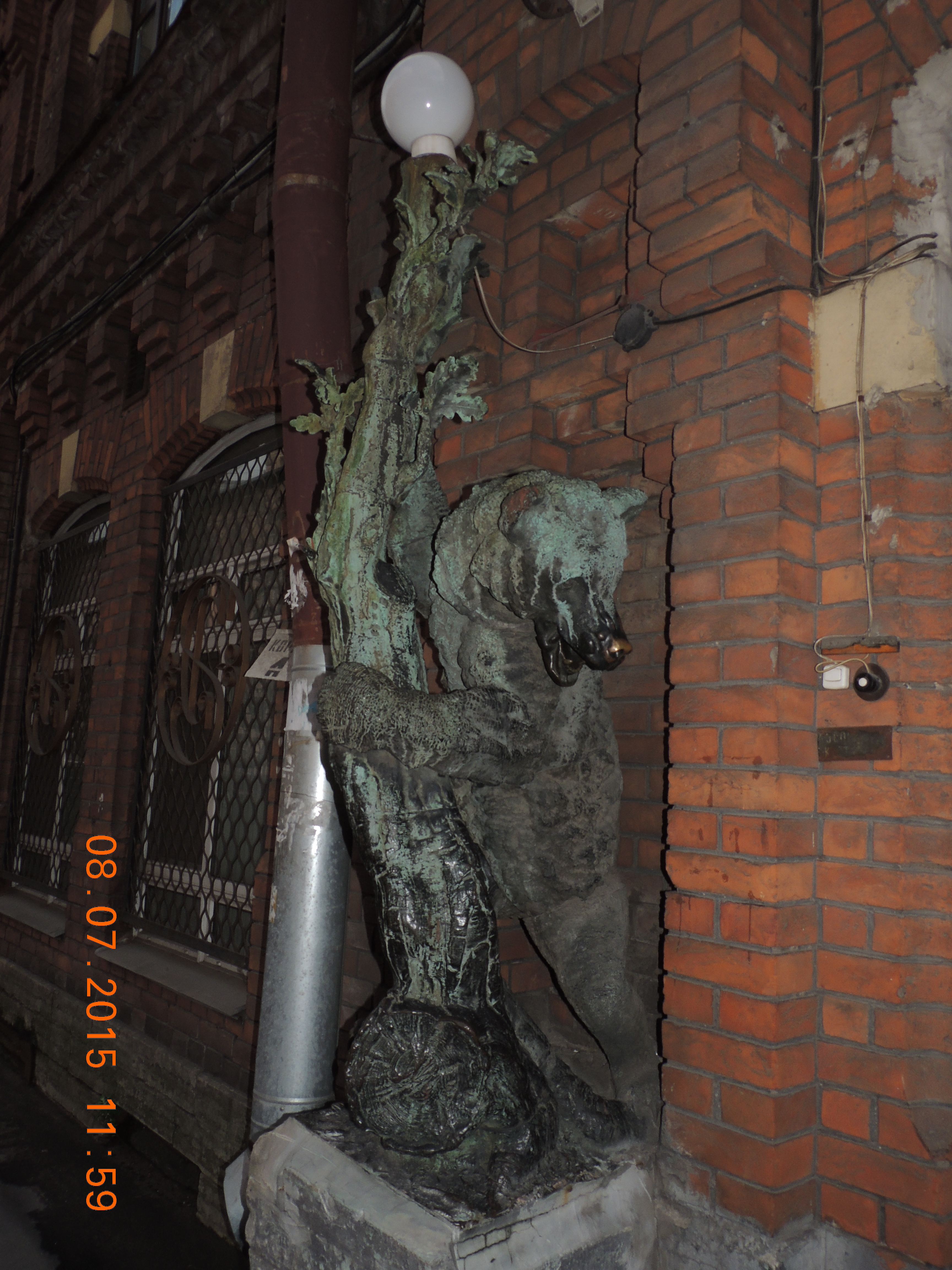
Bär (1902) am Eingang der Maschinenfabrik K. B. Siegels, Uliza Marata 63, St. Petersburg
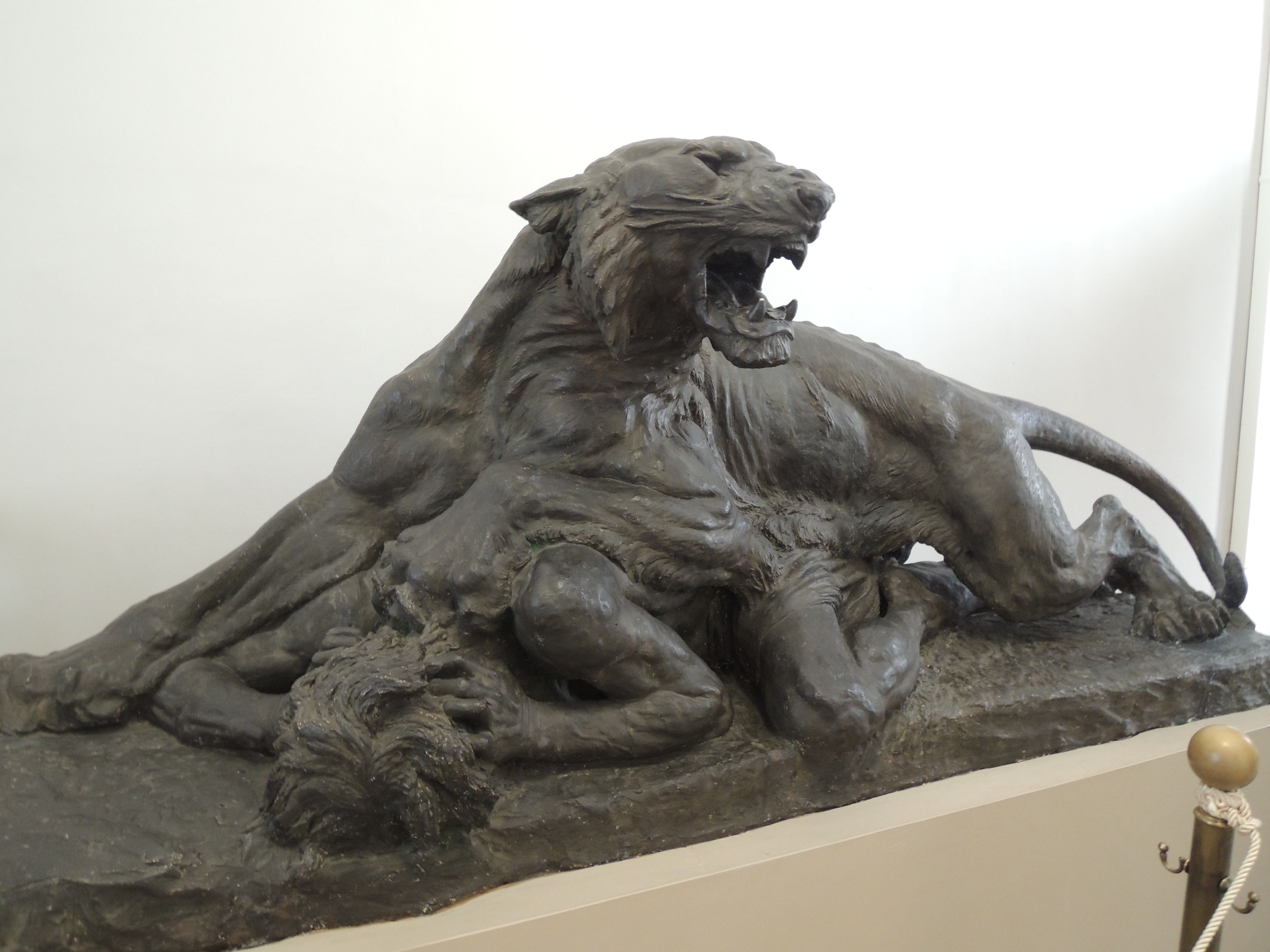
Tiger und Sepoy (1904), Russisches Museum
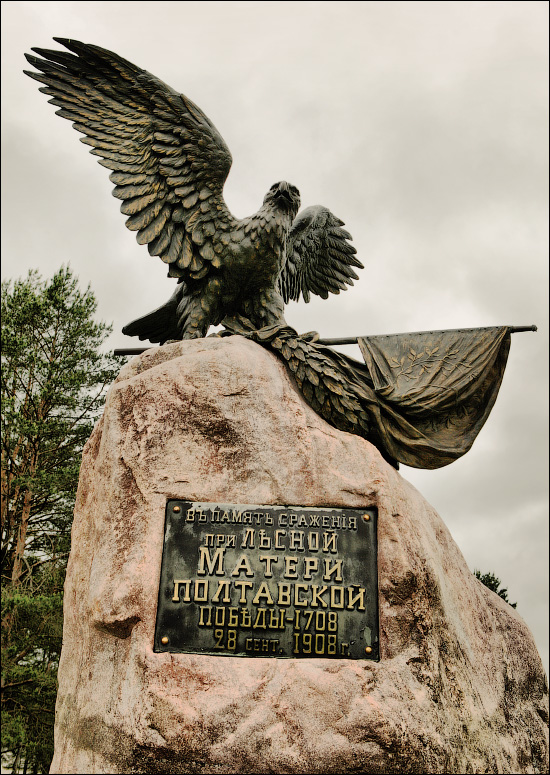
Denkmal der Schlacht bei Lesnaja 1708 (1908), Ljasnaja bei Mahiljou
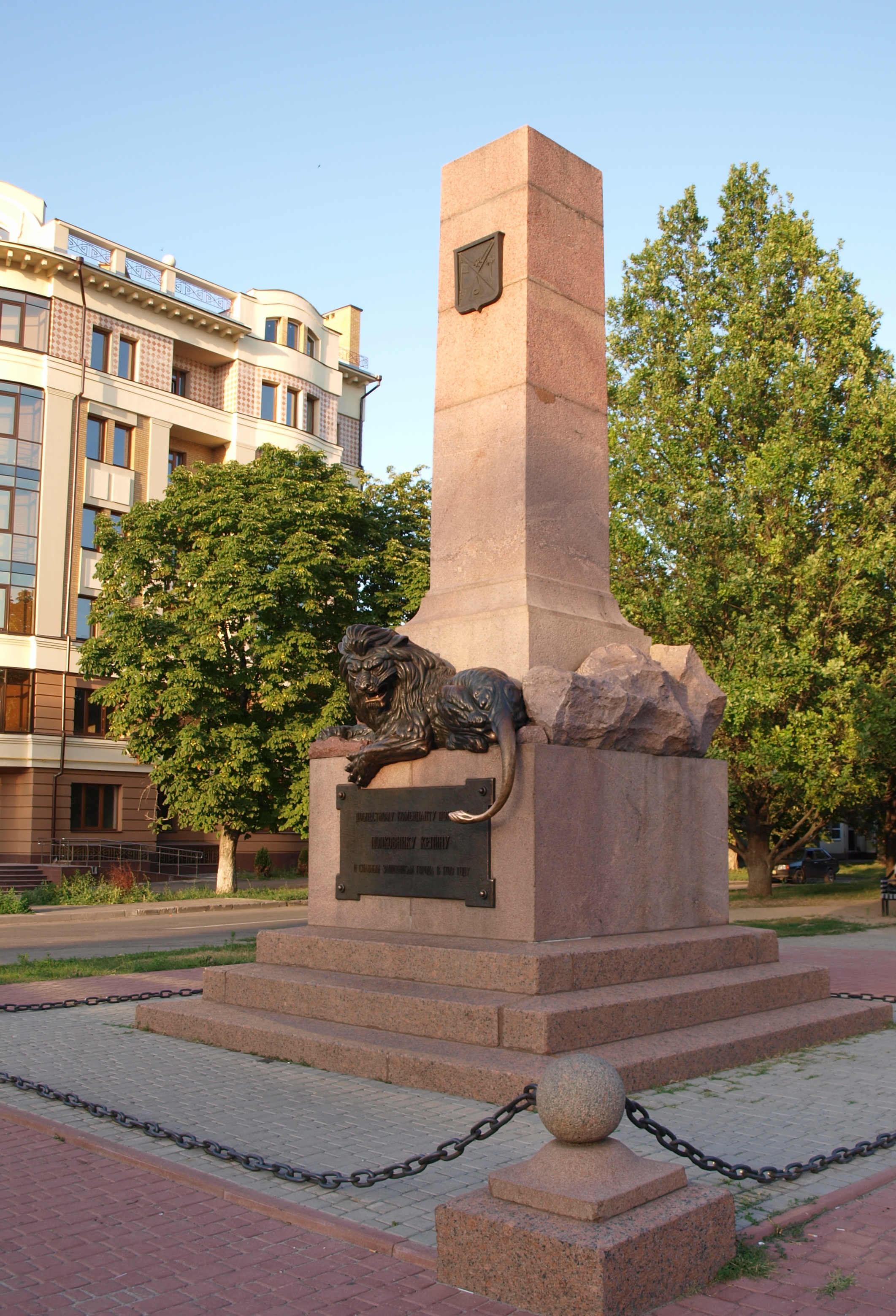
Denkmal des Verteidigers der Festung Poltawa Alexei Kelin in der Schlacht bei Poltawa 1709 (1909 nach einer Zeichnung Alexander von Bilderlings), Poltawa